# Constant Spring
Constant Spring är en ort i Jamaica.   Den ligger i parishen Parish of Saint Andrew, i den östra delen av landet, 6 km norr om huvudstaden Kingston. Constant Spring ligger 155 meter över havet och antalet invånare är 12 830. Den ligger på ön Jamaica.
Terrängen runt Constant Spring är varierad. Runt Constant Spring är det mycket tätbefolkat, med 1 463 invånare per kvadratkilometer. Närmaste större samhälle är New Kingston, 4,9 km söder om Constant Spring. I omgivningarna runt Constant Spring växer i huvudsak städsegrön lövskog.